# Oberleitungsbus Völklingen
Der Oberleitungsbus Völklingen war das Oberleitungsbus-System der Stadt Völklingen im Saarland. Er bestand von 1950 bis 1967 und ersetzte die von 1919 bis 1959 verkehrende Straßenbahn Völklingen. Zuständiges Verkehrsunternehmen waren, wie zuvor schon bei der Straßenbahn, die Stadtwerke Völklingen (SWV). Der Oberleitungsbus Völklingen wurde nach seiner Stilllegung durch Omnibusse ersetzt.

## Geschichte
Am 12. November 1950 begann die allmähliche Umstellung vom Schienenverkehr auf Oberleitungsbusse. Die erste Strecke wurde von der Linie 6 befahren, die Völklingen mit der Nachbargemeinde Püttlingen verband. Sie wurde am 29. Juni 1952 in westliche Richtung über Wehrden, Hostenbach und Schaffhausen nach Wadgassen verlängert, wo bis 1953 auch die Linie 5 der Straßenbahn Saarlouis endete. Mit der Erweiterung erreichte die Linie 6 eine Länge von 11,7 Kilometern.
Als am 29. September 1954 die Obuslinie 4 vom Bahnhof Völklingen nach Ludweiler eröffnet wurde, fuhren die Oberleitungsbusse bis zum Rotweg parallel zur Straßenbahnlinie 1 nach Großrosseln, bis auch diese am 18. April 1959 auf Oberleitungsbusse umgestellt wurde. Damit erreichte der Obusbetrieb mit einer Streckenlänge von 19,7 Kilometern seine größte Ausdehnung.
Nur wenige Jahre später begann bereits die Umstellung auf Omnibusse. Die Linie nach Wadgassen wurde schon ab 1964 verdieselt, Der Abschnitt Rotweg–Ludweiler folgte 1966. Am längsten hielt sich die Nord-Süd-Achse Püttlingen–Innenstadt–Großrosseln, bis auch sie am 4. Juni 1967 eingestellt wurde. Heute werden die städtischen Omnibusse von den Völklinger Verkehrsbetrieben betrieben.

## Fahrzeuge
Dem Oberleitungsbus Völklingen standen insgesamt 18 Obusse zur Verfügung. Eröffnet wurde der Betrieb dabei mit zehn französischen O-Bussen auf SOMUA-Fahrgestellen, später folgten acht in Deutschland hergestellte Wagen des Typs HS 160 OSL von Henschel.